# ドラゴンボールZ 超武闘伝3
『ドラゴンボールZ 超武闘伝3』（ドラゴンボールゼット スーパーぶとうでんスリー）は、1994年9月29日にバンダイより発売された、スーパーファミコン用対戦型格闘ゲームである。『ドラゴンボールZ』のスーパーファミコン作品第4弾。

## 概要
『ドラゴンボールZ 超武闘伝』シリーズ最終作（必殺技や「メテオスマッシュ」などの、いくつかの要素は『ドラゴンボールZ HYPER DIMENSION』に引き継がれ、後年には「武闘伝」の名を引き継ぐ、対戦型格闘ゲームがいくつか制作されている）。メンバーを変更することによってシリーズのイメージチェンジをはかり、CMなどの広告展開も魔人ブウ編が題材であることを全面に押し出している。しかし原作においてブウ編の連載途中に開発・リリースされた作品であったため、本作ではストーリーモードが実装されていない。

## ゲーム内容

### システム
基本的なシステムは前作の『ドラゴンボールZ 超武闘伝2』を踏襲。ここでは変更点について解説する。

#### 前作からの変更点
- 前作では吹き飛ばす技で岩にぶつかるとダメージを受けるなど背景を生かした演出があったが、今作では廃止された。
- 前作よりさらにゲームスピードがアップ。キャラクターがダウンしてからの起き上がりなどで顕著になっている。
- いつでも舞空術が使えるようになった。ただし、上空が無いステージ「バビディ宇宙船」は例外で、舞空術は一切使用できない。
- 舞空術発動の瞬間は完全無敵になった。
- デモ必殺技の防御コマンドや投げ受身の受付時間が短縮された。本作では、デモ必殺技の防御コマンドは距離のほかゲームランク（難易度）にも左右され（第1作はゲームランクのみ、2は距離のみ）、距離が近いほど・難易度が高いほど受付時間は短くなっていき、これは対人戦にも反映される。高難易度でのプレイかつ近距離から技を放たれた場合には、画面が防御側に切り替わった直後にコマンド入力しなければならないほど猶予が短い。
- デモ必殺技の打ち返しに敗れた際でも、初撃と同じように「はじく（成功時の被ダメージ25%）」・「かき消す（同0%）」ほか「撃ち返す」ことで対処することも可能となった（前作はガード（同50%）のみ）。パワーが続く限り撃ち返しを連続（最大3回）することも可能。
- 通常時はほとんどパワーが溜まらなくなった（前作はデモ必殺技のモーション中も少しずつゲージが上昇するが、本作では一切たまらない）一方で、パンチボタンとキックボタンの同時押しで発動できるパワー溜め動作でのゲージ増加量が上昇した。また、通常のエネルギー弾もパワーを少量ながら消費するようになったほか、デモ必殺技をパワーが0の状態で「はじく」と必ず失敗するようになっている。
- デモ必殺技の発動時間が短縮化され、オーラのグラフィックが前作より簡素化（前作のような専用のグラフィックではなく、通常のパワー溜め動作で発せられるものを流用）し、よりスムーズに進行するようになっている。また、至近距離（同一画面上）でのデモ必殺技の発動時間も大きく短縮されている。
- 激烈連脚に代表されるラッシュ系打撃技の動きが鈍化し、見切りやすくなった。
- エネルギー弾、連続エネルギー弾は全て同じ高さで発射される。前作のように一発ごとに舞空術を使用して避ける必要がなくなったため、エネルギー弾を使った戦いにおいてはレスポンスが向上している。
- 「追跡エネルギー弾」をはじめとした誘導系の光弾技がほぼすべて削除された。唯一の例外は18号の「気円斬」であるが、前作の同系統の技に比べて追尾性能が大幅に低くなっており、フィールドの床に着弾して気弾が消滅することもままある。一方で、攻撃がキャラクターに当たるまで画面に気弾が残り続けるようなこともないため、自身の光弾でダメージを受けたりKOされることはなくなった。
- 上空から放ったエネルギー斬が地上へと落ちていくようになる（これには下段ガードができない上空において、下段判定の必殺技を無効とする意味合いがある）ことに加えて、他の必殺技も全て中段ガードができるようになった。さらにしゃがみガードが全面的に使用できない海上ステージが削除されたため、前作における超スライディングを使ったハメ行為などができなくなっている。
- 拡散エネルギー弾は三角状ではなく縦一列に発射するようになり、通常のジャンプでの回避が困難になった。
- お互いがダッシュした状態で接触すると、組み合いへと発展する。組み合い中にコマンドを入力することで各キャラクター専用の固有技を出すことができる。両方に入力受付があるため、より素早くコマンドを入力した方が組み合い技を実行に移せる。何も入力しなかった場合は時間で組み合いが解除され、自動的に両者とも後ろへ飛び跳ね、間合いを離して戦闘が再開される。単に攻撃ボタンを押しただけの場合は、投げ技よりも若干遅れて相手を突き落とす技へと発展する。
- 端に追い詰めてメテオ技を仕掛けた場合は、相手を投げて向きを逆にする動作が入る。TRUNKS（青年トランクス）だけは例外で、逆に自分が画面端を背負った場合にメテオ技を発動すると遠距離立ちキックの動作で相手を吹き飛ばすが、いずれにしてもこのような演出により、前作のようにフィールド位置がずれることはなくなった。
- バトル前後の会話は、同キャラクターか特定の組み合わせの場合のみ特別な内容に変化する。ただし前作と異なり、戦闘後の勝利メッセージも汎用のものではなく特別な仕様になった。
- 悟空、ベジータ、TRUNKSを除き、キャラクター固有の戦闘BGMがなくなった。対戦モードでは、1番から6番まである戦闘曲のなかから2P側の選択キャラクターによって自動的にBGMが設定される仕様（前作のように手動で変更もできる）になっており、以下のように曲ごとに対応キャラクターが割り当てられている。
  - BATTLE 1＝悟空
  - BATTLE 2＝魔人ブウ、ダーブラ
  - BATTLE 3＝悟天、トランクス、18号
  - BATTLE 4＝悟飯、界王神
  - BATTLE 5＝ベジータ
  - BATTLE 6＝TRUNKS

### ゲームモード
対戦モード
1対1で対戦するモード。
- 1P VS 2P
- 1P VS CP
本作では対戦相手は任意選択、ランダム選択のいずれも可能になっている。
- 観戦モード
前作とは違い、2P側のキャラクターも1P側が選択可能で、試合終了後もタイトル画面に戻らない。ただし、2P側のハンデは前作同様2P側のコントローラーで設定することになる。

天下一武道会
8人のトーナメント戦。本作はストーリーモードを搭載していないため、スタッフロールはこのモードで流れる。
オプション
サウンドテストなどが行える。隠しキャラクターのTRUNKSのボイスも聞ける。

## 登場キャラクター
括弧内はフランス版での名称および省略形。
孫 悟空 / ゴクウ（Sangoku / Goku）
声 - 野沢雅子
ストーリー上は既に死亡しているはずだが、天使の輪が描かれていない。スラッシュダウンキックの復活により、空中攻撃にバリエーションが増えた。一方でハリケーンソバットは削除され、浴びせ蹴りも攻撃判定が縮小し、さらにはゲーム全体の調整で激烈連脚も攻撃スピードが落とされるなど、隠しキャラクターとして登場した前作に比べるとマイルド調整が目立つ。しかしリーチが長い通常技と使い勝手の良い必殺技は健在で、全体的にバランスが取れたキャラクターである。前々作から復活したジャンプニーリフトは上方向へ飛び膝蹴りを放つ対空技で、初段ヒット時のみ2段目が出る仕様になっている。なお今作では、ヒット・ガードを問わず、スラッシュダウンキックが相手に当たった後は大きく後ろに跳び間合いを空ける仕様になっている。
本作の悟空のテーマ（BATTLE 1）は『Ultimate Battle 22』や『真武闘伝』、『FINAL BOUT』でアレンジされている。

孫 悟飯 / ゴハン（Sangohan / Gohan）
声 - 野沢雅子
ストーリーの流れに合わせ、青年になった姿で登場。舞空脚や爆烈パンチなどの必殺技は前作から引き継いで持っているが、スピードタイプの軽量キャラクターではなくなったため性能は大きく異なる。悟空のスラッシュダウンキックと同様、舞空脚がヒット・ガードを問わず相手に当たると技終了後に後ろに大きく跳び、間合いを空ける行動をとる。新技のフレイルソバットには攻撃判定の出現こそ遅いが、技の発生直後に長い無敵時間があり、相手の通常技や単発の気弾であればすり抜けて攻撃できる。

孫 悟天 / ゴテン（Sangoten / Goten）
声 - 野沢雅子
前作の悟飯やセルジュニアのように身長が低く、相手の技が当たりにくい利点がある。小柄な体格ゆえに通常技のリーチが極端に短く（ほぼ密着状態でしか当たらない技もある）、スピード面も特別優れているわけではないが、それらの欠点を補って余りある高性能な必殺技が特徴。全体的に癖が強いものの、とくに近距離の間合いでは全キャラクター中トップクラスの打撃力を持つパワータイプのキャラクターである。

ベジータ（Vegeta / Vege）
声 - 堀川亮
ストーリーに合わせてコスチュームが変更され、バビディに洗脳された状態で登場。前作にあったスラッシュアローが削除され、代わりの対空技として膝蹴り（近距離立ちキック）のモーションで飛び上がるニードルブロックが新たに追加された。突進しながら連撃を浴びせるスーパーダッシュ、相手の背後に素早く回りこみつつ肘打ちを放つドライビングエルボーは今作も健在。ただし双方とも前作ほどのスピードは無く、スーパーダッシュは技後に相手の背後へ回らないよう変更されている。ドライビングエルボーの出始めに無敵時間が付与されるなど細かな強化点もある。また、本来はデモ必殺技であるビッグバンアタックはモーション時間が短く、近距離版はトランクスやブウの拡散エネルギー弾よりも発生が早い。
本作のベジータのテーマ（BATTLE 5）は『Ultimate Battle 22』や『真武闘伝』、『FINAL BOUT』でアレンジされている。

トランクス（Trunks / Trunk）
声 - 草尾毅
魔人ブウ編に登場する幼年期のトランクス。悟天と同様に身長が低く、当たり判定が小さい。全キャラクター中トップクラスのスピードを誇る反面、攻撃力が低く、悟天ほどではないもののリーチも短い。必殺技は高速で連続パンチを放つソニックナックル、移動距離が長く相手の裏側に回ることもできる突進技のリトリートソバットなど。

18号（Nº18）
声 - 伊藤美紀
ストーリーに合わせてジーンズ姿のコスチュームで登場。『超武闘伝』からヒップアタックを継承しているが、全体的には大きく性能変更されている。通常技の性能が高く、特に立ち状態のキックはスピード、リーチ共に優秀。必殺技は前述のヒップアタックや一旦後方へステップしてから飛び蹴りで切り込むトライアングルキックなど、独特の性能を持った技が多い。今作では唯一となる誘導系光弾技の気円斬を持っており、発生は遅いが弾速が非常に速い。なお、メテオスマッシュは無い。

界王神 / カイオウシン（Kaioshin / Shin）
声 - 三ツ矢雄二
小柄だが悟天やトランクスほど当たり判定は小さくなく、ベジータや18号と同程度。通常技はやや癖があり性能もさほど高くないが、ヒットすれば相手を強制的にフラフラにできる特殊な光弾（画面には見えない〈ただしレーダーには映る〉うえ、キックボタンで出すコンビネーション技扱いなので気力を消費しない）「うごきふうじ」や攻撃間合が広いクレイジーラッシュなど必殺技は強力なものが揃っている。ただし18号と同様にメテオスマッシュを持たない。

ダーブラ（Dabula / Dabu）
声 - 大友龍三郎
通常技、とくにキック技のリーチが軒並み長く、なかでも足払いが速度および攻撃判定の面で非常に優秀。また光弾系必殺技が4種類と多く（他キャラクターは1 - 2種類）、いずれも局面に応じて使い分けることで有用なものが揃っているが、これらをメインに戦うにはパワーの残量に注意する必要がある。このなかのひとつサライバシュートがヒット後に相手を確実にフラフラ状態にする性質を持っているが、攻撃判定が非常に小さく、しゃがんだ状態の一部キャラクターには当たらない。

魔人ブウ / ブウ（Bou）
声 - 塩屋浩三
動きはやや緩慢で体格のわりに技のリーチも短めだが、距離に関わらず力押しが可能なキャラクター。相手との距離が離れた場合、画面に見えず（レーダーには映る）高速で着弾する衝撃波で近付かせない原作を再現した戦い方が可能になっている。対戦前のデモではバビディ（声 - 八奈見乗児）が登場する。

TRUNKS（Trunks / Trunk）
声 - 草尾毅
隠しキャラクター。人造人間編に登場した別未来のトランクス。前作のトランクスとグラフィックに大差は無いが、ボイスは一新されている。前作で使用した超スライディングが削除された代わりに、通常のしゃがみキック操作で出るスライディングでダウンを奪えるようになった。必殺技はスラッシュダウンキックが復活、メテオスマッシュも一新されている。その他ではライトニングダッシュのフィニッシュとしてアッパーカットが出るようになった。
本作のTRUNKSのテーマ（BATTLE 6）は、前作のトランクスのテーマのアレンジバージョンである。

## スタッフ
- エグゼクティブ・プロデューサー：間庭英作、東海林隆、宮河恭夫
- プロデューサー：磯貝健夫
- アシスタント・プロデューサー：鈴木敏弘
- コーディネーター：KABA3、DE YASU
- プログラマー：TNK、MOTOR-OM、まるこぱぱ
- グラフィック・デザイナー：SOBA、ぬーぴー、J DESIGNS、ポチっと犬じろう、NAKANOKUN、ひでさん
- 東映アニメーション：森下孝三、蛭田成一、武田寛
- サウンド・ワーク：山本健司、AMAYANG、CHATRASCH、SWITCH.E
- バトル・キャラクター・デザイン：
  - YUKIHIRO YOKOTA（孫悟空、ダーブラ、バビディ）
  - SHINICHIRO FUKUSHIMA（孫悟飯）
  - 志田直俊（孫悟天、トランクス）
  - TAKAYUKI MANAKA（トランクス）
  - 稲葉仁（ベジータ）
  - 袴田裕二（18号）
  - 佐伯哲也（界王神、魔人ブウ）
- プロデューサー：末永雄一
- アシスト・ワーク：渡辺浩孝、清水泰臣、TSUYOSHI SATO、内山大輔
- スペシャル・サンクス：
  - 週刊少年ジャンプスタッフ
    - 堀江信彦、武田冬門、町田宗治

  - Vジャンプスタッフ
    - 鳥嶋和彦、高橋俊昌、岡本堅史

  - 松本常男、赤松直人、清野義孝、MAKOTO IWAHARA

## 評価
『ファミリーコンピュータMagazine』の読者投票による「ゲーム通信簿」での評価は以下の通りとなっており、30点満点中21.9点となっている。
| 項目 | キャラクタ | 音楽 | お買い得度 | 操作性 | 熱中度 | オリジナリティ | 総合 |
| 得点 | 4.1        | 3.6  | 3.4        | 3.7    | 3.7    | 3.4            | 21.9 |

## 関連商品
CD
- ドラゴンボールZ 超武闘伝3（コロムビアエデュテインメント、1994年10月21日）

楽曲のアレンジアルバム。
攻略本
- Vジャンプブックス ゲームシリーズ ドラゴンボールZ 超武闘伝3 - 集英社、1994年11月7日、雑誌 67301-13

本作唯一の攻略本。ドラゴン鈴木がゲームシステムについて解説する。

## 前作
- ドラゴンボールZ 超武闘伝（1993年3月20日発売）
- ドラゴンボールZ 超武闘伝2（1993年12月17日発売）